# Fata de Dincolo: Siúil, a Rún
Fata de Dincolo: Siúil, a Rún (とつくにの少女 Totsukuni no Shōjo?, subtitlul este denumirea unei melodii irlandeze tradiționale) este o serie manga scrisă și ilustrată de Nagabe. A fost serializată în revista shōnen a lui Mag Garden, Monthly Comic Garden, din 6 septembrie 2015 până pe 5 martie 2021. Capitolele au fost cuprinse în unsprezece volume tankōbon între 10 martie 2016 și 9 aprilie 2021. Pe 9 octombrie 2024 editura Nemira a început să traducă seria, în prezent fiind traduse două volume. Un volum bonus a fost publicat pe 10 martie 2022. Povestea este parțial inspirată după basmul Frumoasa și bestia.
O adaptare OVA de 10 minute a fost lansată împreună cu ediția limitată a celui de-al optulea volum al manga-ului în Japonia pe 10 septembrie 2019. A fost regizată de Yūtarō Kubo și Satomi Maiya și produsă de Wit Studio, care a „testat un tip de animație ce folosește o 'nouă tehnică de exprimare'” în crearea sa. Înainte de lansarea OVA-ului, scurtmetrajul animat a avut premiera la Festivalul Internațional de Film Fantasia din Montreal, Canada, pe 1 august 2019. De asemenea, a fost proiectat la Festivalul de Film Scotland Loves Anime din Glasgow, Scoția, pe 12 octombrie 2019, și a fost difuzat online de Festivalul de Film Japonez și Festivalul de Film Online JFF Plus în diverse țări în decembrie 2020.
În data de 5 martie 2021, a fost anunțat că Wit Studio va produce un nou OVA de lung metraj, care va fi lansat împreună cu un volum bonus al manga-ului pe 10 martie 2022. Membrii echipei din primul OVA se vor întoarce pentru a-și relua rolurile. O campanie Kickstarter pentru strângerea de fonduri pentru proiect a avut loc între 10 martie și 9 mai 2021. Campania a atins obiectivul inițial de 3 milioane ¥ chiar în prima zi. A depășit obiectivul extins de 20 milioane ¥ în ultima zi.

## Descriere
Povestea a două ființe care-și duc traiul între lumi, la limita neclară dintre ce e omenesc și ce nu.
Au fost odată ca niciodată, într-o lume îndepărtată, două tărâmuri...
Tărâmul de Dincolo, locuit de Străini, creaturi blestemate care-și abăteau blestemul asupra celor care îi atingeau, și Tărâmul Dinăuntru, unde oamenii locuiau în singuranță și pace.
Cei doi, fetița și creatura blestemată, nu ar fi trebuit să se întâlnească, dar, odată ce drumurile lor se intersectează, ia naștere un basm plin de magie.

## Personaje principale
- Profesorul (せんせ Sense?)

Dublaj voce: Jun Fukuyama 
- Shiva (シーヴァ Shīva?)

Dublaj voce: Rie Takahashi 

## Recepție

### Manga
Fata de Dincolo: Siúil, a Rún a câștigat „Shōnen Tournament 2017” organizat de echipa editorială a site-ului francez manga-news. S-a clasat pe locul 20 la cea de-a treia ediție a Premiilor Next Manga la categoria manga tipărit. A fost nominalizat pentru premiul „Cea Mai Bună Bandă Desenată” la cel de-al 45-lea Festival Internațional de Benzi Desenate de la Angoulême în 2018. Primul volum a fost inclus pe lista Great Graphic Novels for Teens, selectată de divizia YALSA a American Library Association în 2018; al treilea, al patrulea și al cincilea volum au fost incluse pe aceeași listă în 2019.

### Film
Filmul de lung metraj a fost nominalizat în Competiția pentru filme de lung metraj la cea de-a 9-a ediție a Festivalului Internațional de Film de Animație New Chitose în 2022. În plus, filmul de scurt metraj a concurat în categoria Filme/Videoclipuri pentru tineret la evenimentul digital al Festivalului Internațional de Animație de la Ottawa din 2020.